# Firefox Send
Firefox Send是Mozilla开发的一个基于Web网页的开源跨平台免费在线文件托管与共享服务，能夠上傳文件或封裝為ZIP格式的文件集。未登录Firefox账户檔案容量限制最大1GB，登录账户後限制最大2.5GB。
上传的文件或文件集可經由網址链接的形式分享，登录Firefox账户的用户可以在官方網站或智慧型手機应用程序中集中管理自己产生的链接）。每个Firefox Send生成的链接最多可供保存7天或100次下载，達到任意一項條件後，托管的文件或文件集与生成的链接会自动失效并刪除。用户可为生成的链接设置认证密码，下载者必须输入密码才能進行下载，达到私密分享的作用。Firefox Send会将建立的连接以及文件或文件集的传输过程进行加密，以达到安全共享文件的目的。
2020年9月17日，Mozilla宣佈永久關閉Firefox Send。

## 外部連結
官方网站 